# Königlich Bayerisches 22. Infanterie-Regiment „Fürst Wilhelm von Hohenzollern“

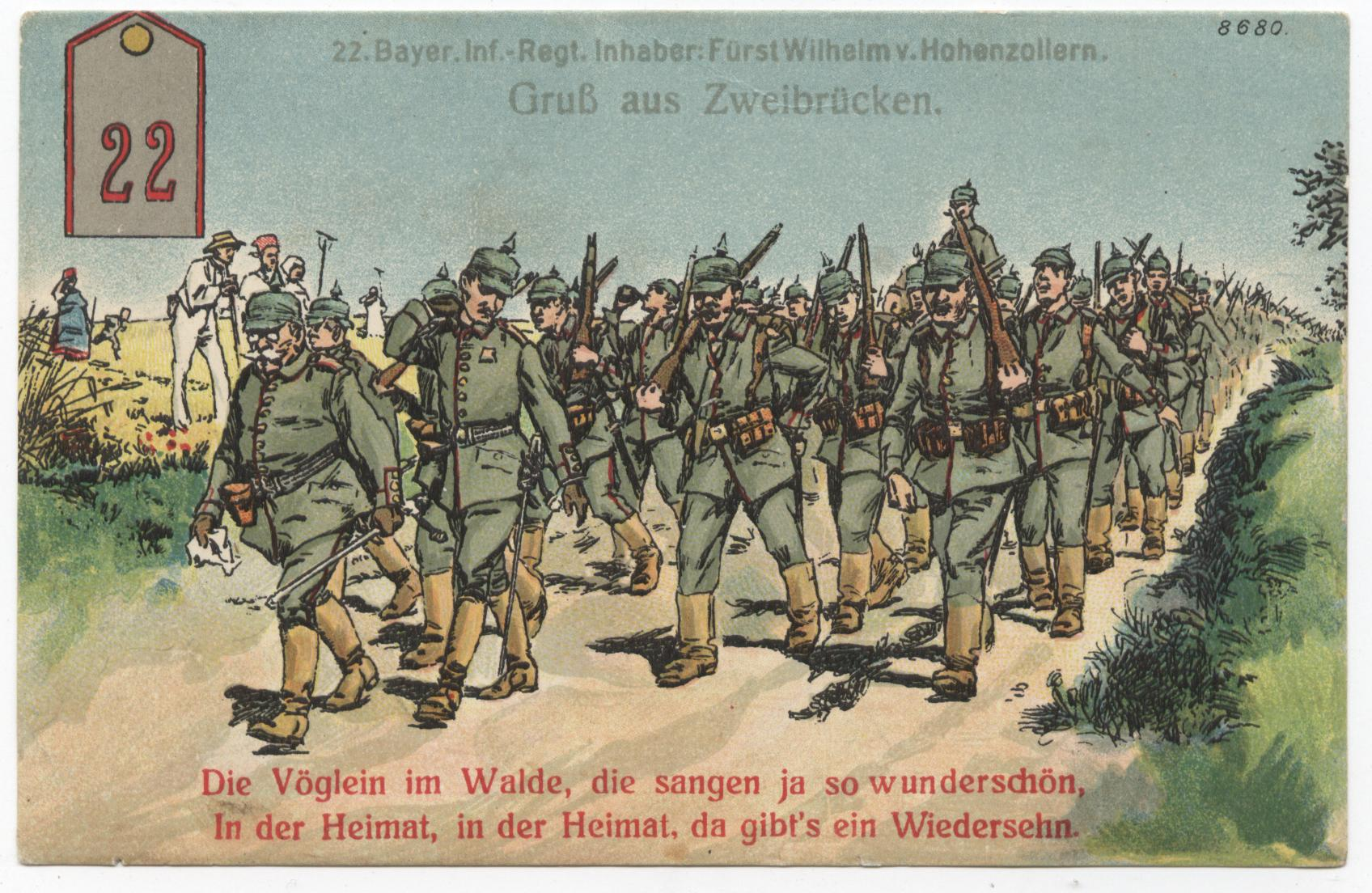
Grußpostkarte vom 22. Infanterie-Regiment in Zweibrücken.

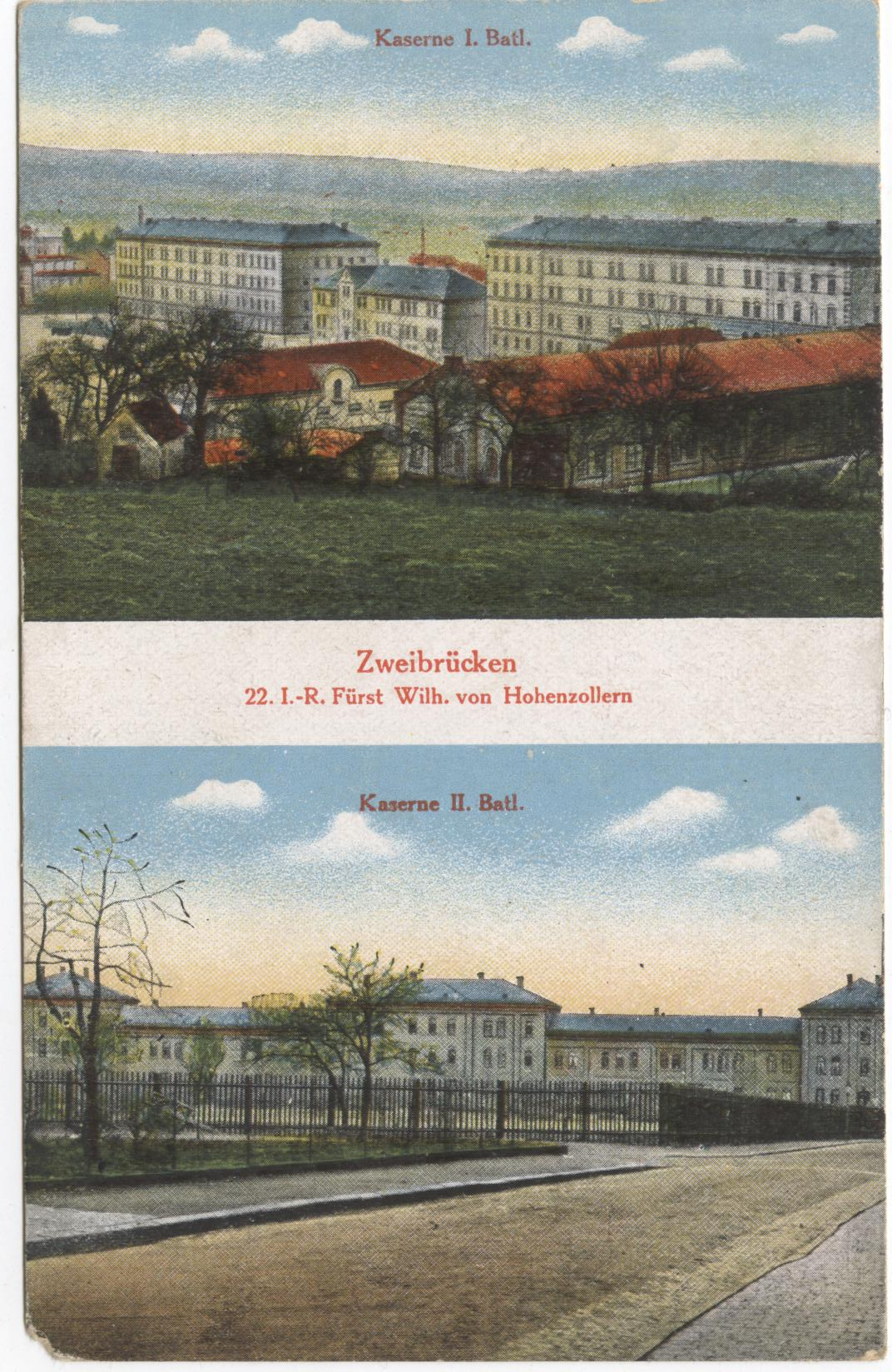
Grußpostkarte vom 22. Infanterie-Regiment, mit den Kasernen der Einheit in Zweibrücken.

Das 22. Infanterie-Regiment „Fürst Wilhelm von Hohenzollern“ war ein Infanterieverband der Bayerischen Armee.

## Geschichte

### Aufstellung und Entwicklung
Der Verband wurde laut Allerhöchster Entschließung vom 20. September 1896 am 1. April 1897 aus den IV. (Halb)Bataillonen des 5., 7., 9. und 12. Infanterie-Regiments aufgestellt und bestand zunächst nur aus zwei Bataillonen am Standort Zweibrücken. Erster Kommandeur war Karl von Brückner.
Es bildete zusammen mit dem 23. Infanterie-Regiment die 5. Infanterie-Brigade. Die Friedensstandorte des Regiments waren Zweibrücken und Saargemünd.
Am 1. April 1913 gliederte man das in Saargemünd garnisonierende II. Bataillon des 23. Infanterie-Regiments als III. Bataillon dem 22. Infanterie-Regiment an. Es behielt seinen bisherigen Standort in Lothringen bei. Gleichzeitig stellte man beim Regiment eine MG-Kompanie auf.

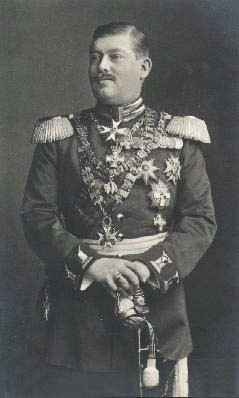
Der Regimentsinhaber Wilhelm von Hohenzollern-Sigmaringen

Fürst Wilhelm von Hohenzollern wurde am 20. Januar 1915 zum Regimentsinhaber ernannt, der dem Regiment seinen Namen gab.

### Erster Weltkrieg

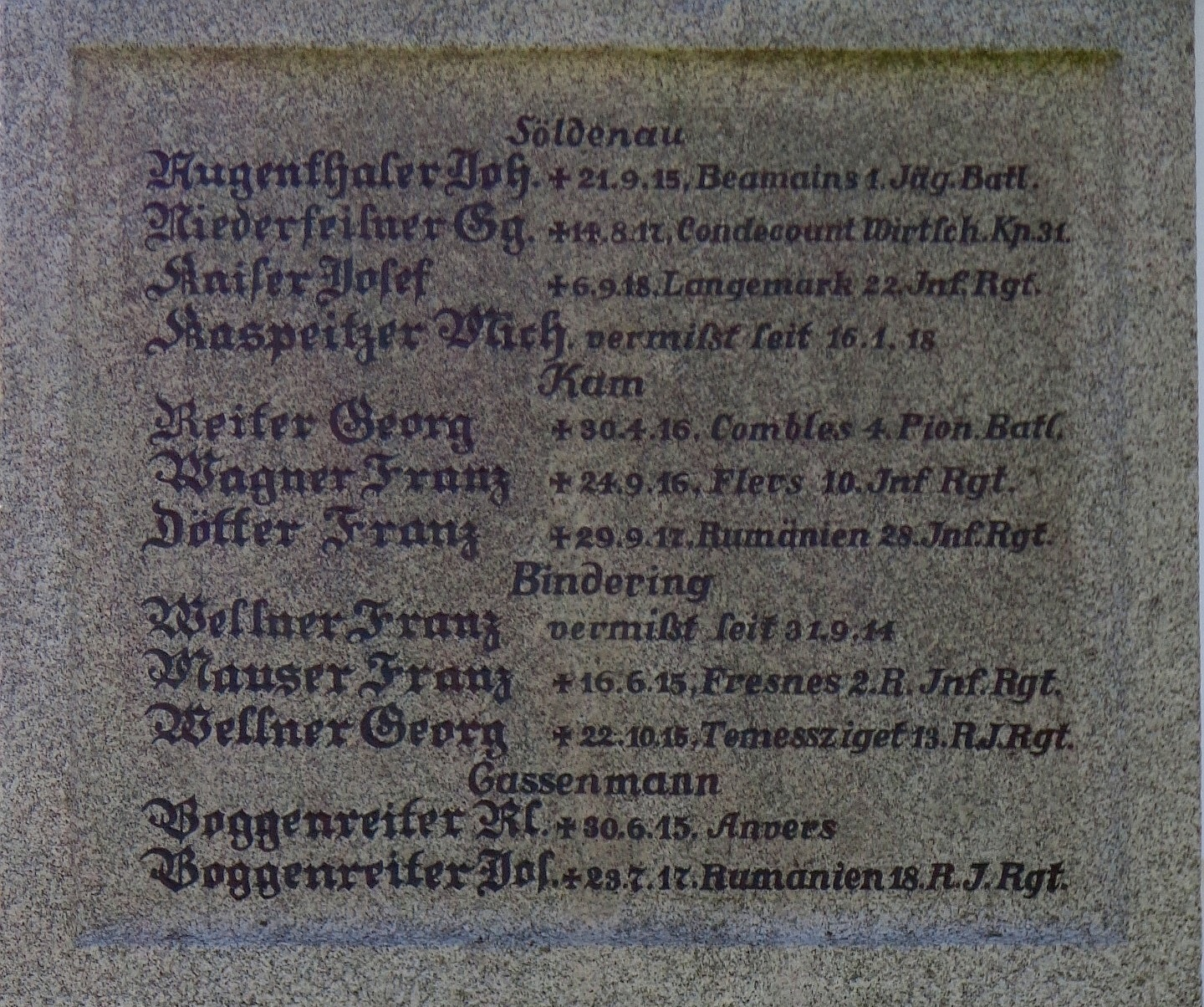
Kriegerdenkmal Söldenau mit Erwähnung von Josef Aniser vom 22. Bayerischen Infanterie-Regiment, gefallen am 6. September 1918 in Langemark

Nachdem am 1. August 1914, abends 7:30 Uhr beim Regiment der Mobilmachungsbefehl eingegangen war, trat der Verband als Teil der 6. Armee, in Gefechtsstärke von 70 Offizieren, 3.100 Unteroffizieren und Mannschaften sowie 240 Pferden an. Am 8. August rückten das I. und II. Bataillon von Zweibrücken aus ins Feld und wurden in Falkenberg, Lothringen, ausgeladen, wo am 10. August auch das III. Bataillon dazu stieß. Die Formation gehörte zunächst der 5. Infanterie-Brigade an und unterstand der 3. Infanterie-Division. Im April 1915 wechselte es zur neu aufgestellten 21. Infanterie-Brigade und gehörte bis zum Kriegsende der gleichzeitig neuaufgestellten 11. Infanterie-Division an.
Das Regiment kämpfte 1914 an der Westfront, 1915 im Osten und in Serbien, 1916 wieder im Westen, dann an der Ostfront und 1916/17 in Rumänien. 1917 kehrte es auf den westlichen Kriegsschauplatz zurück. Am 22. Juli 1918 war es durch die anhaltenden schweren Gefechte bei Soissons soweit dezimiert, dass es nur noch aus acht Offizieren, sowie 160 Unteroffizieren und Mannschaften bestand. Deshalb formierte man es zu einer Kompanie (Militär). Ende Juli 1918 wurden die drei Bataillone neu aufgestellt und kurz darauf drei Kompanien sowie eine MG-Kompanie des aufgelösten Reserve-Infanterie-Regiments 13 eingegliedert. Während der Kämpfe bei Westroosebeke in Flandern geriet das III. Bataillon am 28. September 1918 fast vollständig in Gefangenschaft.
Während des Krieges hatte das Regiment schwere Verluste zu beklagen:
- Tote: 73 Offiziere, zwei Ärzte, 412 Unteroffiziere und 3.593 Mannschaften
- Vermisste: 73 Unteroffiziere und 835 Mannschaften
- durch Krankheiten/Unfall Verstorbene: zwei Offiziere, zwölf Unteroffiziere und 127 Mannschaften

Am Ende des Krieges befanden sich 50 Offiziere, zwei Ärzte, 291 Unteroffiziere und 1.894 Mannschaften in Gefangenschaft.

### Verbleib
Nach dem Waffenstillstand von Compiègne marschierten die Reste des Regiments in die Heimat zurück, wo es am 12. Dezember 1918 in Königshofen eintraf. Dort erfolgte die Demobilisierung und Auflösung. Aus Teilen bildete sich Mitte April 1919 eine Freiwilligen-Abteilung, die Ende Juni 1919 im III. Bataillon des Reichswehr-Infanterie-Regiments 45 aufging.
Die Tradition übernahm in der Reichswehr durch Erlass des Chefs der Heeresleitung General der Infanterie Hans von Seeckt vom 24. August 1921 die 10. und 11. Kompanie des 20. (Bayerisches) Infanterie-Regiments in Passau. In der Wehrmacht führte ab 1937 das I. Bataillon des Grenz-Infanterie-Regiments 137 in Zweibrücken die Tradition fort.

## Kommandeure
| Dienstgrad            | Name                | Datum                                                                 |
| --------------------- | ------------------- | --------------------------------------------------------------------- |
| Oberst                | Karl von Brückner   | 01. April 1897 bis 15. August 1900                                    |
| Oberst                | Andreas Weiß        | 16. August 1900 bis 14. Oktober 1902                                  |
| Oberst                | Karl von Wallmenich | 15. Oktober 1902 bis 8. März 1903                                     |
| Oberst                | Johann Langhäuser   | 09. März bis 16. Oktober 1903                                         |
| Oberstleutnant/Oberst | Emil Ball           | 17. Oktober 1903 bis 21. Mai 1908                                     |
| Oberst                | Anton Kern          | 22. Mai 1908 bis 25. Mai 1910                                         |
| Oberst                | Emil Henigst        | 26. Mai 1910 bis 26. März 1913                                        |
| Oberst                | Otto Schulz         | 27. März 1913 bis 20. September 1914                                  |
| Oberstleutnant        | Ernst Lettenmeyer   | 21. September bis 1. Oktober 1914                                     |
| Major                 | Kurt von Scherf     | 02. Oktober bis 5. November 1914 (mit der Führung beauftragt)         |
| Major                 | Franz Kaeß          | 06. bis 8. November 1914 (mit der Führung beauftragt)                 |
| Oberst z.D.           | Maximilian Kanz     | 09. bis 22. November 1914 (mit der Führung beauftragt)                |
| Oberst z.D.           | Karl Raab           | 23. November 1914 bis 14. September 1915 (mit der Führung beauftragt) |
| Major                 | Franz Seißer        | 15. September 1915 bis 3. Januar 1916 (mit der Führung beauftragt)    |
| Major                 | Joseph von Reiß     | 04. bis 24. Januar 1916 (mit der Führung beauftragt)                  |
| Generalmajor z.D.     | Karl Raab           | 25. Januar bis 18. April 1916                                         |
| Major                 | Joseph von Reiß     | 19. April bis 28. Juni 1916 (mit der Führung beauftragt)              |
| Oberstleutnant        | Karl Eberhard       | 29. Juni bis 8. Juli 1916 (mit der Führung beauftragt)                |
| Major                 | Joseph von Reiß     | 09. bis 22. Juli 1916 (mit der Führung beauftragt)                    |
| Oberstleutnant        | Johann Vogt         | 23. Juli 1916 bis 24. August 1917                                     |
| Major                 | Maximilian Werkmann | 25. August bis 15. September 1917 (mit der Führung beauftragt)        |
| Oberstleutnant        | Theodor Carl        | 16. September 1917 bis 23. Dezember 1918                              |

## Erinnerungskultur
Das Erste Weltkriegs-Ehrenmal des Regiments steht in Zweibrücken und wurde am 10. Juli 1932 eingeweiht. Für Teilnehmer an der Feier gab die Deutsche Reichsbahn ermäßigte Fahrkarten aus. In Zweibrücken gibt es entlang der früheren Kaserne die „22er-Straße“, die auf der anderen Straßenseite Wohnbebauung aufweist.
Die Regimentsvereinigung war bis in die Zeit der Bundesrepublik hinein sehr aktiv, organisierte regelmäßige Wiedersehensfeiern, verausgabte ein Weltkriegsehrenkreuz und mehrere Festabzeichen zu besonderen Anlässen der Regimentsgeschichte.

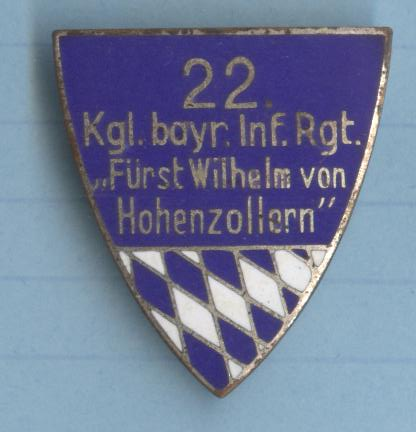
Sogenanntes „Kappenabzeichen“ aus der Zeit des Ersten Weltkrieges
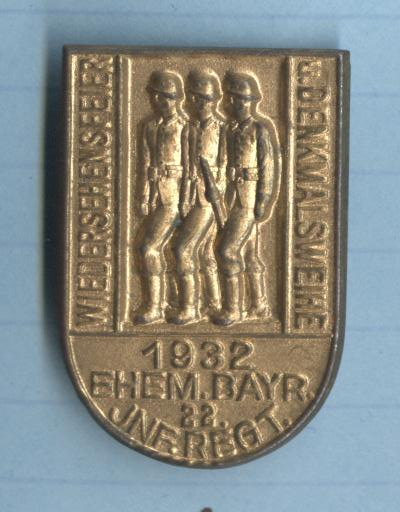
Festabzeichen zur Denkmalweihe 1932
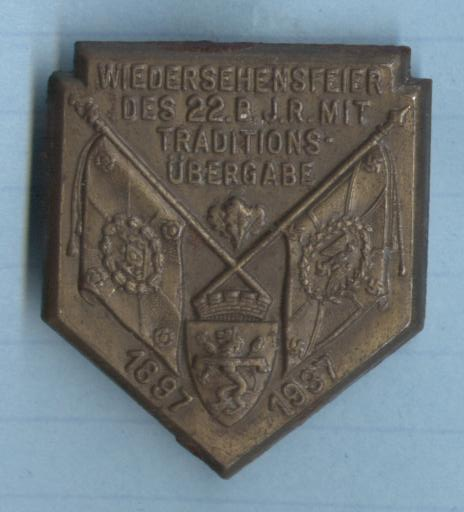
Festabzeichen zur Wiedersehensfeier und Traditionsübergabe 1937
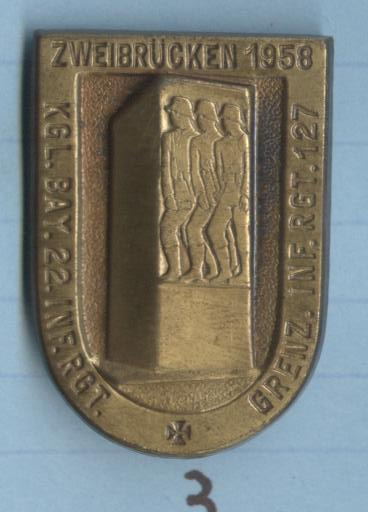
Festabzeichen zur Wiedersehensfeier 1958